# Bernhard Lichte
Bernhard Maria Lichte (* 4. März 1955 in Gelsenkirchen) ist ein deutscher Journalist.

## Leben
Lichte studierte Politikwissenschaft, Publizistik und Soziologie an der Westfälischen Wilhelms-Universität in Münster. Nach dem Magister-Abschluss absolvierte er ein Hörfunk- und Fernseh-Volontariat beim Sender Freies Berlin.
Ab 1985 arbeitete er in unterschiedlichen Funktionen beim ZDF, zunächst als Redakteur im Landesstudio Niedersachsen in Hannover. 1989 wechselte er in die heute-Redaktion der Mainzer Zentrale. Während dieser Zeit absolvierte er „Aufbau-Einsätze“ im neuen Landesstudio Dresden und zahlreiche Reisen als Korrespondent in die Kriegsregion Jugoslawien.
1992 wurde er in das Süd-Ost-Europa-Studio Wien versetzt. Als Korrespondent berichtet er von dort drei Jahre lang über die Neuordnung Europas, den durch Krieg erzwungenen Zerfall Jugoslawiens und die friedliche Trennung der damaligen Tschechoslowakei, das Ende des Ostblocks und den Wechsel der Balkan-Staaten in die NATO.
Nach der Rückkehr in die Zentrale arbeitete er als Redakteur in der Gesellschafts- und in der Außenpolitik. Mehrmalige Studiovertretungen u. a. in London, Warschau, Washington, Singapur, Tel Aviv und Kairo von 1996 bis 2012. Hier vorzugsweise befasst mit Intifada, Gaza-Krieg, Berichterstattung über die Arabische Revolution und dem Waffengang in Syrien.
Nach der Rückkehr in die Zentrale arbeitete er als Redakteur in der Gesellschafts- und in der Außenpolitik.
Seit 2013 ist Lichte als Korrespondent im Studio Moskau. Das Studio ist zuständig für die Berichterstattung aus u. a. Armenien, Aserbaidschan, Belarus, Georgien, Kasachstan, Kirgistan, Russland, Tadschikistan, der Ukraine und Usbekistan.

## Preise

### Medienpreis „Kinderrechte in der Einen Welt“
Das Zweite Deutsche Fernsehen (ZDF) strahlte am 29. Februar 2000 die Dokumentation „Gestohlenes Leben – Rumäniens vergessene Kinder“ aus. Bernhard Lichte erhielt als der Autor dafür den Medienpreis „Kinderrechte in der Einen Welt“. Lichte wies in der Dokumentation nach, dass HIV-positive, an Aids erkrankte Kinder in Rumänien unter menschenunwürdigen Bedingungen leben und sterben. Der Bericht schilderte, dass ausgesetzte Neugeborene noch Anfang der 1990er Jahre mit ungetesteten Blutspenden „aufgepäppelt“ wurden. Lichte besuchte Kinder eines Roma-Dorfes, die bei Reihenimpfungen durch unsaubere Nadeln infiziert wurden. Der Bericht setzte sich mit der Frage auseinander, warum auch das System nach Nicolae Ceaușescu mit der Altlast allein nicht fertig wurde und welche Hoffnungen sich an den Status eines damaligen Beitrittskandidaten zur EU knüpften. Die Jury würdigte, dass die Kamera bei der nötigen Nähe die nötige Distanz halte, „um den Kindern ihre Würde zu lassen“. Mit dem Medienpreis der Kindernothilfe-Stiftung werden journalistische Beiträge ausgezeichnet, die in hervorragender Weise dazu beigetragen, die Öffentlichkeit für die Kinderrechte und insbesondere für Kinderrechtsverletzungen in den Ländern des Südens zu sensibilisieren. Am 19. November 2001 haben Christina Rau und Norbert Blüm die Auszeichnung im Schloss Bellevue überreicht.

## Werke
- Bernhard M. Lichte: Die Stellung der Niederlande im westlichen Verteidigungsbündnis zwischen 1967 und 1979. Münster (Westfalen), Univ., Mag.-Arb., 1983
- Bernhard M. Lichte "Der Weg zu Lomé II" d. Neuverhandlungen d. Vertrages zwischen d. AKP-Staaten u. d. Europ. Gemeinschaft Westfäl. Wilhelms-Univ., Inst. für Politikwiss., Arbeitsstelle Entwicklungspolitik, 1980